# Зоново (Новосибирская область)
Зоново — село в Куйбышевском районе Новосибирской области. Административный центр Зоновского сельсовета.

## География
Площадь села — 120 гектаров.

## Население
| 2002 | 2007 | 2010 |
| ---- | ---- | ---- |
| 438  | ↗485 | ↘420 |

## Инфраструктура
В селе по данным на 2007 год функционируют 1 учреждение здравоохранения и 1 учреждение образования.